# Ковац Петро Семенович
Петро Семенович Ковац (нар. 1913 — пом. 21 серпня 1941) — старший лейтенант РСЧА часів Другої світової війни, командир ескадрильї 129-го винищувального авіаційного полка 47-ї змішаної авіаційної дивізії, Герой Радянського Союзу (посмертно) (1942).

## Життепис
Народився 1913 року у с. Захарівці Хмельницького району в селянській родині. Українець.
Закінчив 3 курси вечірнього робфаку. Робітник-лісопильник. У 1936 році закінчив Одеську військову авіаційну школу пілотів. Брав участь у боях на річці Халкин-Гол.

## Друга світова війна
З липня 1941 року учасних боїв з німецькими військами. За місяць старший лейтенант Ковац провів 78 бойових вильотів, у 26 повітряних боях збив 3 літаки супротивника. 21 серпня 1941 року, супроводжуючи штурмовики на літаку МіГ-3 відволік на себе 2 винищувачі супротивника від штурмовиків та знищив обох тараном. При цьому загинув сам. Звання Героя Радянського Союзу надано 12 квітня 1942 року. Нагороджений орденом Леніна та орденом Червоного прапора.